# Robnik
Robnik je priimek več znanih Slovencev:
- Andrej Robnik (*1976), tekvondist
- Franc Robnik (1914—2012), zborovodja na Koroškem
- Gorazd Robnik (*1978), smučarski skakalec in nordijski kombinatorec
- Ivan Robnik (1877—1948), ljudski vzgojitelj, šolnik
- Ivan Robnik, vrhovni sodnik, mag.prava
- Marko Robnik (*1954), matematik in fizik, univ. prof.
- Marko Robnik Šikonja, informatik, računalničar (umetna inteligenca..)
- Mateja Robnik (*1987), alpska smučarka
- Nataša Robnik (*1975), ultramaratonka
- Petra Robnik (*1984), alpska smučarka, dr., direktorat za šport
- Rudi Robnik (1918—1942), smučarski tekač, partizan
- Tina Robnik (*1991), alpska smučarka
- Vojko Robnik (*1952), policist in veteran vojne za Slovenijo